# Richard C. Dillon
Pour les articles homonymes, voir Dillon.
Richard Charles Dillon (né le 24 juin 1877 à St. Louis, mort le 5 janvier 1966 à Encino au Nouveau-Mexique) est un homme politique américain républicain, connu pour avoir été gouverneur du Nouveau-Mexique de 1927 à 1931.